# Acronicta persica
Acronicta persica är en fjärilsart som beskrevs av Embrik Strand 1921. Acronicta persica ingår i släktet Acronicta och familjen nattflyn. Inga underarter finns listade i Catalogue of Life.